# Barbuda
Barbuda (/bɑːrˈb(j)uːdə/), é uma ilha localizada no leste do Caribe que faz parte do estado soberano de Antígua e Barbuda. Ele está localizado ao norte da ilha de Antigua e faz parte das Ilhas de Sotavento Britânicas das Índias Ocidentais. A ilha é um destino turístico popular devido ao seu clima moderado e litoral.
Historicamente, a maioria dos 1 634 moradores de Barbuda viveu na cidade de Codrington. No entanto, em setembro de 2017, o furacão Irma danificou ou destruiu 95% dos edifícios e infraestrutura da ilha e, como resultado, todos os habitantes da ilha foram evacuados para Antígua, deixando Barbuda vazio pela primeira vez na história moderna. Em fevereiro de 2019, a maioria dos moradores havia retornado à ilha.

## Turismo
O clima de Barbuda, as praias imaculadas e a geografia atraíram turistas por muitos anos. Barbuda é servida pelo Aeroporto Barbuda Codrington e também tinha um serviço de balsa para Antígua. As atividades incluíam natação, mergulho com esnórquel, pesca e espeleologia. Anos depois do furacão Luis, em agosto de 2017, ainda havia apenas dois resorts em operação na ilha, embora estivessem sendo feitos planos para construir outros resorts antes do furacão Irma.
As atrações que eram populares incluíam o Fragate Bird Sanctuary na Lagoa Codrington, a Torre Martello, um forte do século XIX e a Caverna Indiana com seus dois petróglifos esculpidos na rocha. Outros pontos de interesse incluíam a bela praia de Pink Sands, a Caverna de Darby, um sumidouro com uma floresta tropical dentro e a Highland House (chamada localmente de Willybob), as ruínas da casa da família Codrington do século XVIII e o Muro Divisório que separava os ricos família de seus escravos.